# Nils Lundgren (professor)
Nils Emil Lundgren, född 6 september 1904 i Hyby församling, död 11 augusti 1991 i Malmö, var en svensk överläkare och professor.
Lundgren disputerade 1944 vid Lunds universitet på en avhandling om öroninflammationers inverkan på hörseln hos små barn. Han blev 1946 docent i öron-, näs- och halssjukdomar. 1950 blev han överläkare vid öronkliniken vid Malmö allmänna sjukhus, och var 1969–1971 professor i oto-rhino-laryngologi. Lundgren är begravd på Hyby nya kyrkogård.